# Trois motets, op. 12 de Chausson
Pour les articles homonymes, voir Trois motets (homonymie).
Les Trois motets, opus 12, sont une œuvre de musique religieuse d'Ernest Chausson composée en 1885 et 1886.

## Présentation
Les Trois motets, op. 12, sont composés en 1885 et 1886 et consistent en trois motets d'inspiration mariale, :
1. Ave Maria, pour soprano enfant, chœur à quatre voix mixtes, piano (ou harpe), orgue, violon et violoncelle, daté Paris, 25 février 1885[3] ;
2. Tota pulchra es, pour chant (soprano), piano (ou orgue ou harmonium) et chœur mixte optionnel (seulement pour l'Amen final[4]), daté Paris, 5 juin 1886[3],[1] ;
3. Ave Maris Stella, pour contralto et baryton avec accompagnement d'harmonium, daté Bellevue, 28 octobre 1886[3],[1].

Aucun des trois motets n'est publié du vivant du compositeur, mais le Tota pulchra es est édité chez Rouart-Lerolle en 1922 et l'Ave Maria en 1926, par la Librairie de l'Art Catholique, vraisemblablement sous l'impulsion de la veuve de Chausson, Jeanne Escudier-Chausson. L'Ave Maris Stella est resté inédit jusqu'en 2021, mais trois manuscrits autographes de la partition sont conservés à la Bibliothèque nationale de France (Ms 8834-4, Ms 20222 et Ms 8725).
Pour le musicologue Jean Gallois, l'ensemble constitue un « triptyque de fort belle — et fort bonne — venue ».

## Analyse

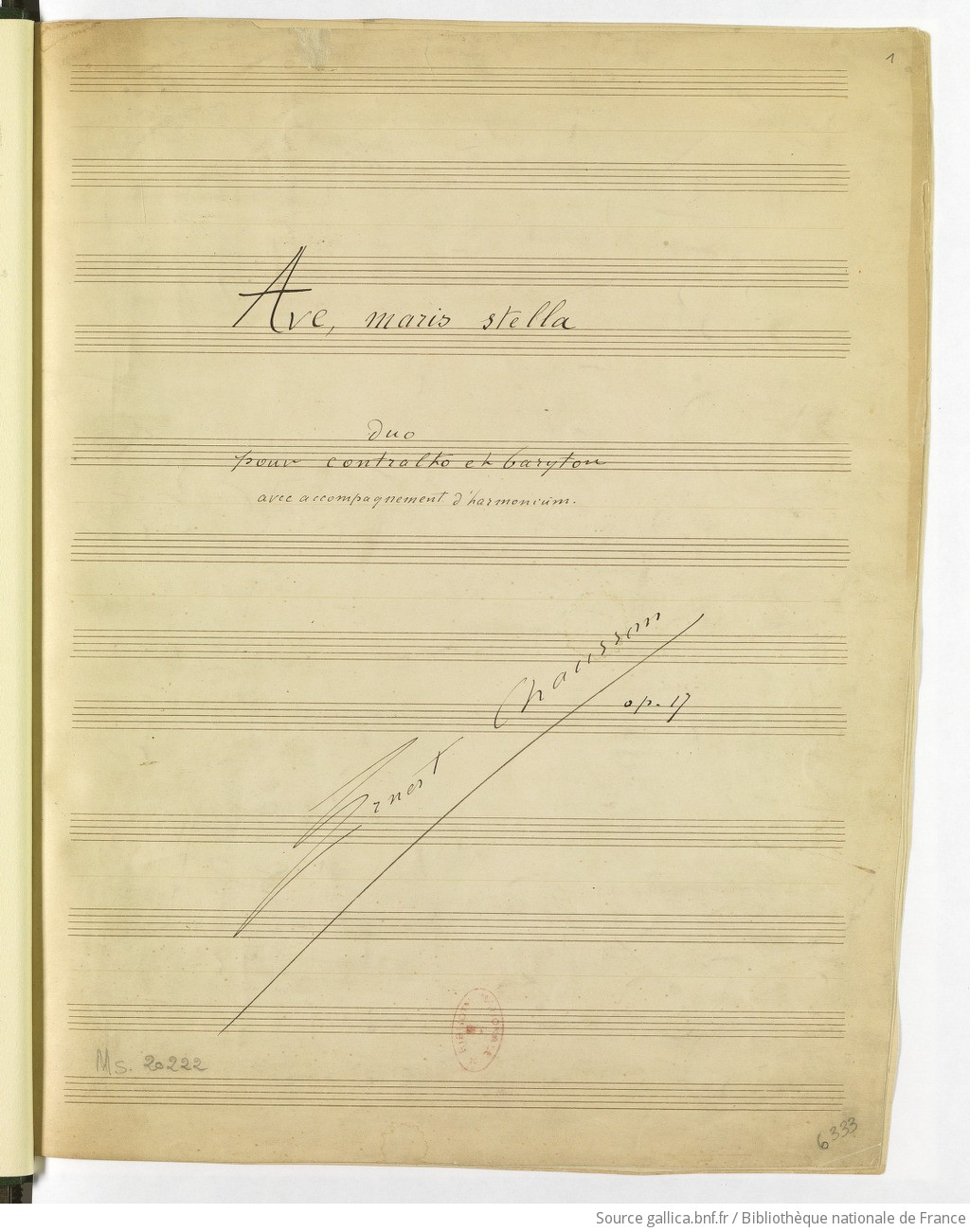
Ave Maris Stella (no 3), page de titre du manuscrit autographe.

### Ave Maria
L'œuvre, dédiée à Léon Husson, est en mi majeur, basée sur un intervalle de quarte.
Jean Gallois relève que son thème, « d'une pureté mariale, passe de l'instrument à tuyaux à la partie de soprano, avant d'être repris brièvement par le chœur dans un bel effet de crescendo : facture sans détours, parfaitement adaptée à une congrégation peu expérimentée ».

### Tota pulchra es Maria
Pour Adélaïde de Place, ce motet est une « page suave et d'une grande simplicité ». Pour Jean Gallois, c'est « peut-être même [...] la plus belle page religieuse de Chausson ».  
Dans une tempo noté « assez lent », la voix de soliste, « qui évolue dans un ambitus réduit ne dépassant pas l'octave, est soutenue par l'accompagnement réservé de l'orgue, plus contrapuntique cependant au centre de l'œuvre ».  
La partition existe en trois versions, en la majeur (version éditée), en sol majeur et en la bémol majeur,,. Dans toutes, « se développe une même foi apaisante et lumineuse, que souligne la première phrase avec son balancement de quintes, son ambitus restreint, ses douces modulations (sur « O Maria », « Tu honor », par exemple), ses marches chromatiques. Si l'écriture de l'orgue demeure assez sage, avec, le plus souvent, des accords de quatre notes partagés entre les deux mains, les longues tenues restant basées sur les accords fondamentaux, la force émotive qui en émane n'en est pas moins prégnante ».  

### Ave Maris Stella
La partition est en ré majeur.
Pour Jean Gallois, l'œuvre « rayonne par son dépouillement volontaire, sa quiète simplicité ».

## Discographie
- Ernest Chausson: Organ and Choral Works, Stanisław Maryjewski (orgue), solistes et chœur académique de l'université de Lublin, Elżbieta Krzemińska (dir.), Acte Préalable AP0556, 2023, premier enregistrement mondial[12].

### Partitions
- Ernest Chausson (édition critique Isabelle Bretaudeau), Les Dix Motets : opus 6, 12 et 16, Lyon, Symétrie, 2021 (ISBN 978-2-36485-124-5, présentation en ligne).

### Ouvrages
- Jean Gallois, Ernest Chausson, Paris, Fayard, 1994, 605 p. (ISBN 978-2-213-03199-6).
- Adélaïde de Place, « Ernest Chausson », dans François-René Tranchefort (dir.), Guide de la musique sacrée et chorale profane : De 1750 à nos jours, Paris, Fayard, coll. « Les indispensables de la musique », 1993, 1176 p. (ISBN 2-213-02254-2), p. 183-185.
- Gilles Thiéblot, Ernest Chausson, Paris, Bleu nuit éditeur, coll. « Horizons » (no 86), 2021, 176 p. (ISBN 978-2-35884-102-3).